# Meridiano 125 este
El meridiano 125 este de Greenwich es una línea de longitud que se extiende desde el Polo Norte atravesando el Océano Ártico, Asia, Australia, el Océano Índico, el Océano Antártico y la Antártida hasta el Polo Sur.
El meridiano 125 este forma un gran círculo con el meridiano 55 oeste.

## De Polo a Polo
Comenzando en el Polo Norte y dirigiéndose hacia el Polo Sur, este meridiano atraviesa:
| Coordenadas                        | País, territorio o mar | Notas |
| ---------------------------------- | ---------------------- | --- |
| 90°0′N 125°0′E / 90.000, 125.000   | Océano Ártico          | |
| 77°48′N 125°0′E / 77.800, 125.000  | Mar de Láptev          | |
| 73°40′N 125°0′E / 73.667, 125.000  | Rusia                  | República de Sajá - islas del Delta del Lena y el continente Óblast de Amur - desde 55°52′N 125°0′E / 55.867, 125.000 |
| 53°12′N 125°0′E / 53.200, 125.000  | China                  | Heilongjiang Mongolia Interior - desde 51°32′N 125°0′E / 51.533, 125.000 Heilongjiang — desde 49°11′N 125°0′E / 49.183, 125.000 Jilin — desde 45°29′N 125°0′E / 45.483, 125.000 Liaoning — desde 42°35′N 125°0′E / 42.583, 125.000 |
| 40°28′N 125°0′E / 40.467, 125.000  | Corea del Norte        | |
| 39°38′N 125°0′E / 39.633, 125.000  | Mar Amarillo           | Bahía de Corea |
| 38°39′N 125°0′E / 38.650, 125.000  | Corea del Norte        | Isla de Sok-do y el continente |
| 38°4′N 125°0′E / 38.067, 125.000   | Mar Amarillo           | |
| 37°57′N 125°0′E / 37.950, 125.000  | Corea del Norte        | |
| 37°55′N 125°0′E / 37.917, 125.000  | Mar Amarillo           | |
| 37°49′N 125°0′E / 37.817, 125.000  | Corea del Norte        | Isla de Kirin-do |
| 37°47′N 125°0′E / 37.783, 125.000  | Mar Amarillo           | Pasando al oeste de la isla de Gageodo, Corea del Sur (en 34°4′N 125°5′E / 34.067, 125.083) |
| 33°17′N 125°0′E / 33.283, 125.000  | Mar de China Oriental  | Pasando al oeste de la isla de la isla de Shimoji, Japón (en 24°49′N 125°8′E / 24.817, 125.133) Pasando al este de la isla de la isla de Taramajima, Japón (en 24°39′N 124°43′E / 24.650, 124.717)                                 |
| 24°40′N 125°0′E / 24.667, 125.000  | Océano Pacífico        | Mar de Filipinas |
| 12°40′N 125°0′E / 12.667, 125.000  | Filipinas              | Islas de Sámar y Leyte |
| 10°23′N 125°0′E / 10.383, 125.000  | Bahía de Sogod         | |
| 10°10′N 125°0′E / 10.167, 125.000  | Filipinas              | Isla de Leyte |
| 10°2′N 125°0′E / 10.033, 125.000   | Mar de Bohol           | |
| 8°56′N 125°0′E / 8.933, 125.000    | Filipinas              | Isla de Mindanao |
| 5°52′N 125°0′E / 5.867, 125.000    | Mar de Célebes         | |
| 1°45′N 125°0′E / 1.750, 125.000    | Indonesia              | Isla de Célebes |
| 1°7′N 125°0′E / 1.117, 125.000     | Mar de Molucas         | |
| 1°44′S 125°0′E / -1.733, 125.000   | Indonesia              | Isla de Taliabu |
| 1°57′S 125°0′E / -1.950, 125.000   | Mar de Banda           | |
| 8°10′S 125°0′E / -8.167, 125.000   | Indonesia              | Isla de Alor |
| 8°21′S 125°0′E / -8.350, 125.000   | Mar de Savu            | |
| 8°54′S 125°0′E / -8.900, 125.000   | Timor Oriental         | Isla de Timor |
| 9°2′S 125°0′E / -9.033, 125.000    | Indonesia              | Isla de Timor |
| 9°12′S 125°0′E / -9.200, 125.000   | Timor Oriental         | Isla de Timor |
| 9°17′S 125°0′E / -9.283, 125.000   | Indonesia              | Isla de Timor |
| 9°32′S 125°0′E / -9.533, 125.000   | Mar de Timor           | |
| 12°26′S 125°0′E / -12.433, 125.000 | Océano Índico          | |
| 15°6′S 125°0′E / -15.100, 125.000  | Australia              | Australia Occidental |
| 32°46′S 125°0′E / -32.767, 125.000 | Océano Índico          | Las autoridades australianas consideran esta zona como parte del Océano Antártico[1][2] |
| 60°0′S 125°0′E / -60.000, 125.000  | Océano Antártico       | |
| 66°17′S 125°0′E / -66.283, 125.000 | Antártida              | Territorio Antártico Australiano, reclamado por Australia |